# Wettkampfsperre
Als Wettkampfsperre bezeichnet man eine Sportstrafe, die es einem Sportler untersagt, an Wettkämpfen teilzunehmen. Dieses Verbot wird meist von den nationalen Sportverbänden auf Basis ihrer Wettkampfbestimmungen verhängt. Im Falle von Nationalmannschaftsmitgliedern (z. B. Weltmeisterschaften oder Olympischen Spielen) ist der jeweilige Weltverband, in letzter Instanz der Internationale Sportgerichtshof (CAS) in Lausanne zuständig. 
Mögliche Gründe für eine Sperre sind Dopingvergehen, unsportliches Verhalten, Missachtung bestimmter Auflagen (z. B. bei Vereinswechseln) oder sonstige schwere Verstöße gegen die Wettkampfregeln. Die Dauer der Sperre wird je nach Schwere des Vergehens bemessen. Bei wiederholten Dopingverstößen kann eine solche Sperre auch mehrere Jahre bis hin zu lebenslang betragen.
Eine Wettkampfsperre wird meist im Wettkampfausweis vermerkt bzw. dieser wird für die Dauer der Sperre eingezogen. 